# Margaret Thatcher
Margaret Hilda Thatcher z domu Roberts, właśc. Margaret Hilda Thatcher, Baronessa Thatcher (ur. 13 października 1925 w Grantham, zm. 8 kwietnia 2013 w Londynie) – brytyjska chemiczka, prawniczka i polityk, premier Wielkiej Brytanii w latach 1979–1990. Stanowczość w stosunku do strajkujących górników oraz do państw bloku wschodniego spowodowała nadanie jej przydomku „Żelaznej Damy” (ang. Iron Lady). Liberalną politykę gospodarczą jej gabinetu ochrzczono mianem „taczeryzmu”. Należała do czołowych eurosceptyków, była zwolenniczką ograniczonej integracji europejskiej.
Była najdłużej urzędującą brytyjską premier w XX wieku, piastowała ten urząd przez najdłuższy nieprzerwany czas od kadencji Roberta Jenkinsona (1812–1827). Jest także pierwszą kobietą, która w Wielkiej Brytanii została wybrana na szefową partii rządzącej. Wraz z Margaret Beckett (minister spraw zagranicznych), Theresą May (minister spraw wewnętrznych oraz premier) i Liz Truss (minister spraw zagranicznych oraz premier) jako jedyne pełniły funkcję ministra z najważniejszej grupy resortów, tzw. Great Offices of State.

## Życiorys

### Rodzina i edukacja
Urodziła się w Grantham w hrabstwie Lincoln we wschodniej Anglii. Jej ojcem był Alfred Roberts, który prowadził sklep wielobranżowy i aktywnie uczestniczył w lokalnej działalności politycznej, pełnił m.in. funkcję radnego (ustąpił z urzędu w 1946 po wygranej Partii Pracy w wyborach do rady miejskiej Grantham), był pastorem kościoła metodystów, a jego sympatie polityczne kierowały się ku miejscowym konserwatystom. Matką była Beatrice z domu Stephenson. Margaret była wychowywana w oparciu o nauczanie kościoła metodystów i pozostała mu wierna przez resztę życia.
Była stypendystką Kesteven and Grantham Girls’ School. W 1944 rozpoczęła naukę w Somerville College na Uniwersytecie Oksfordzkim na wydziale chemii. W 1946 została prezesem uczelnianego koła konserwatystów. Studia ukończyła w 1947, pisząc pod kierunkiem Dorothy Crowfoot Hodgkin pracę dyplomową na temat krystalografii rentgenowskiej. Później rozpoczęła pracę w firmie British Xylonite jako chemik doświadczalny, stąd przeszła do przedsiębiorstwa J. Lyons and Co., gdzie zajmowała się m.in. opracowywaniem metod konserwacji żywności.

### Kariera polityczna w latach 1950–1970
W 1950 i 1951 brała udział w wyborach do parlamentu z okręgu Dartford. Była wówczas najmłodszą kandydatką z Partii Konserwatywnej. Jej aktywność polityczna spowodowała, że zwrócił na nią uwagę Denis Thatcher – bogaty przedsiębiorca, którego poślubiła 13 grudnia 1951 roku. On nakłonił żonę do ubiegania się o miejsce w angielskiej palestrze, tzw. Bar Association. W 1952 rozpoczęła naukę na wydziale prawa (ówczesna nazwa – Inns of Court School of Law) w londyńskim City University. W 1953 zdała egzaminy adwokackie i otrzymała uprawnienia do wykonywania zawodu. 15 sierpnia tego samego roku urodziła bliźniaki: Marka i Carol. Po powrocie do pracy specjalizowała się głównie w sprawach podatkowych.
W 1954 zaczęła ponownie ubiegać się o miejsce na liście wyborczej w okręgu Orpington. Wystartowała w nich, znowu bez powodzenia. Później bezowocnie kandydowała kilkakrotnie. Dopiero w kwietniu 1958 została wybrana na kandydatkę z okręgu Finchley. Zdobyła łatwo fotel w Izbie Gmin w wyborach 1959. Jej pierwsze wystąpienie w Parlamencie dotyczyło rad miejskich i gminnych, a dokładniej zmuszenia tych organów do odbywania jawnych posiedzeń. W mowie tej wykazała się dużymi umiejętnościami oratorskimi, a jej postulaty zostały zrealizowane. W 1961 głosowała niezgodnie z zaleceniami macierzystej partii, opowiadając się za przywróceniem kary chłosty.
Szybko awansowała w partii. Otrzymała miejsce w przedniej ławie poselskiej (front bench) jako sekretarz parlamentarny do spraw prawa pracy i wynagrodzeń (wrzesień 1961). Stanowisko to utrzymywała do 1964, gdy konserwatyści stracili władzę. Gdy ze stanowiska szefa partii ustąpił Alec Douglas-Home, Thatcher poparła na jego następcę Edwarda Heatha, który pokonał Reginalda Maudlinga. W zamian otrzymała stanowisko rzecznika do spraw budownictwa mieszkaniowego. W 1966 znalazła się w grupie osób w gabinecie cieni, zajmującej się sprawami należącymi do resortu skarbu.
Była jednym z nielicznych członków parlamentu, którzy głosowali za dekryminalizacją kontaktów homoseksualnych. Opowiadała się także za legalizacją aborcji. Sprzeciwiała się natomiast zniesieniu kary śmierci oraz ułatwieniom w procedurze rozwodowej. Głośna stała się także jej wypowiedź z 1966, kiedy wystąpiła z silnym atakiem na nowe rządowe propozycje podatkowe Partii Pracy, które nazwała nie tylko krokiem ku socjalizmowi, ale wręcz ku komunizmowi. W gabinecie cieni zajmowała się kolejno sprawami energetycznymi (1967), transportem i ostatecznie edukacją (przed wyborami 1970/1971).

### W rządzie premiera Heatha

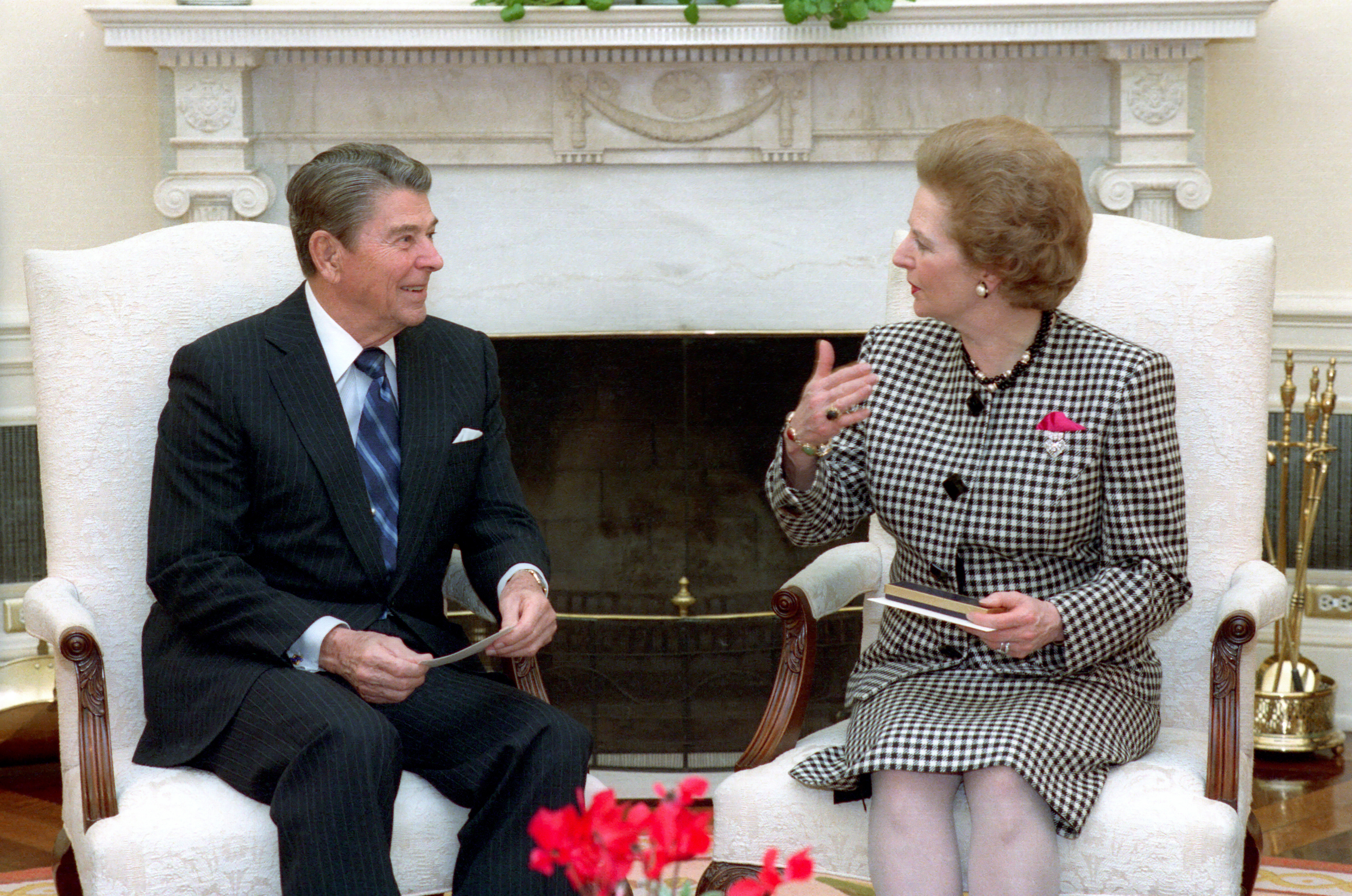
Thatcher i Ronald Reagan w Białym Domu (1988)

Kiedy konserwatyści wygrali wybory w 1970, Thatcher została ministrem edukacji w rządzie Edwarda Heatha. W pierwszych miesiącach urzędowania zmniejszyła budżet resortu szkolnictwa, zdecydowała się także na niedofinansowywanie bezpłatnego mleka w szkołach, co wywołało falę protestów, a media nadały jej przydomek „Mrs Thatcher the milk snatcher” (pol. milk snatcher – złodziejka mleka). Jednak otworzyła więcej szkół niż jakikolwiek wcześniejszy minister.
Jej kadencja stała się znana głównie ze względu na wywieranie nacisku na władze lokalne w celu przekształcenia szkół gimnazjalnych (tzw. grammar schools) w licea ogólnokształcące (tzw. comprehensive schools). Obroniła także The Open University (tzw. Wolny Uniwersytet) przed planowanymi cięciami budżetowymi.

### W opozycji
Po przegranej konserwatystów w 1974 objęła tekę ministra środowiska w gabinecie cieni. Pełniąc tę funkcję, popierała propozycję zniesienia podatku od nieruchomości opartego na stopach procentowych (rating system) płaconego od wartości nominalnej nieruchomości za niektóre usługi świadczone przez władze samorządowe. Postulat ten spotkał się z uznaniem wewnątrz partii.
Zgodziła się także z Keithem Josephem co do tego, że rząd Heatha stracił kontrolę nad polityką budżetową. To właśnie Joseph zdecydował się objąć przywództwo po Heathcie, ale później wycofał swoją kandydaturę. Wtedy Thatcher postanowiła ubiegać się o fotel szefa partii. Niespodziewanie w lutym 1975 pokonała w pierwszym głosowaniu Heatha, a w drugim zwyciężyła. William Whitelaw objął stanowisko jej zastępcy.
19 stycznia 1976 wygłosiła w ratuszu w Kensington (dzielnica Londynu) ciętą mowę przeciwko Związkowi Radzieckiemu, a najsłynniejsza jej część brzmiała następująco: „Rosjanie dążą do osiągnięcia światowej dominacji i szybko zdobywają kolejne środki do tego, aby stać się najpotężniejszym narodem, jakiego świat nie widział. Ludzie z sowieckiego Politbiura nie muszą się martwić o takie rzeczy, jak brak społecznego zaufania. Oni stawiają na hasło «armaty zamiast masła», podczas gdy my stawiamy wszystko przed armatami”. W odpowiedzi na te słowa sowiecka gazeta rządowa „Krasnaja Zwiezda” nadała jej przydomek „Żelazna Dama”, który został szybko rozpowszechniony przez audycję Radia Moskwa.
Na początku mianowała na wiele stanowisk w gabinecie cieni zwolenników Heatha. Poprzez ten krok chciała mieć szerokie spektrum opinii, tak, aby wszystkie skrzydła partii były reprezentowane. Musiała działać jednak ostrożnie, aby nie zrazić członków partii do swoich monetarystycznych przekonań. Sprzeciwiła się także forsowanej poprzednio przez konserwatystów polityce utworzenia autonomicznego rządu Szkocji. Wywołała kontrowersje wywiadem dla telewizji Granada w 1978, w którym wyraziła obawy odnośnie do imigrantów  – jej zdaniem – zalewających Anglię. Niektórzy uznali tę wypowiedź również za chęć przyciągnięcia zwolenników Brytyjskiego Frontu Narodowego do Partii Konserwatywnej.
W czasie wyborów 1979 spośród potencjalnych kandydatów większą popularnością od Thatcher cieszył się James Callaghan, którego wyborcy preferowali jako premiera. Mimo to Partia Konserwatywna utrzymała prowadzenie i zdobyła większość głosów. Poprzedni rząd Partii Pracy napotkał wiele problemów, w szczególności na tle sporów z pracownikami przedsiębiorstw państwowych. Doszło także do licznych strajków, przy wysokim bezrobociu i spadku jakości świadczeń państwa (zwłaszcza w okresie zimy 1978/1979, którą nazwano zimą niezadowolenia). Słynnym hasłem konserwatystów w czasie kampanii stało się: „Labour doesn’t work” (gra słów: dwa możliwe tłumaczenia to „Partia Pracy nie pracuje” oraz „Partia pracy nie działa”).
Rząd Callaghana upadł na wiosnę 1979 po początkowych sukcesach tzw. ruchu niepewności, a konserwatyści uzyskali po wyborach przewagę w Izbie Gmin, która pozwalała na sformowanie rządu. Thatcher została pierwszą w brytyjskiej historii kobietą na stanowisku premiera.

### Na czele rządu

#### 1979–1983

Thatcher na szczycie G7 w Williamsburgu (1983); kolejno od lewej: Pierre Trudeau, Gaston Thorn, Helmut Kohl, François Mitterrand, Ronald Reagan, Yasuhiro Nakasone, Margaret Thatcher, Amintore Fanfani

Utworzyła rząd 4 maja 1979. Dysponowała przy tym silnym poparciem własnej partii, które pozwalało jej na całkowitą zmianę polityki gospodarczej. Środkiem do poprawy sytuacji ekonomicznej kraju miało być ograniczenie roli państwa w gospodarce. Zapewniła, że będzie dążyć do osiągnięcia większego wpływu na sytuację na świecie i wzmocnienia znaczenia kraju na arenie międzynarodowej. Mentalnie była pokrewną duszą nowego prezydenta USA – Ronalda Reagana i Briana Mulroneya, premiera Kanady (od 1984). Wydawało się wtedy, że konserwatyzm zapanował w całym anglosaskim świecie na dłuższy czas.
W maju 1980, na dzień przed spotkaniem z taoiseachem (premierem) Irlandii Charlesem Haugheyem, powiedziała w Izbie Gmin, że „przyszłość ustroju konstytucyjnego Irlandii Północnej zależy wyłącznie od jej mieszkańców i jest to sprawa tylko tego rządu, tego parlamentu i nikogo innego”.
W 1981 grupa więźniów z IRA i Irlandzkiej Armii Wyzwolenia Narodowego przebywająca w więzieniu w Maze ogłosiła strajk głodowy w celu uzyskania praw więźniów politycznych, które zostały im cofnięte pięć lat wcześniej. Bobby Sands – jeden ze strajkujących – został wybrany do parlamentu z okręgu Fermanagh i South Tyrone, ale kontynuował głodówkę i zmarł kilka tygodni później.
Na początku odmawiała spełnienia żądań strajkujących, twierdząc, że „przestępstwo jest przestępstwem, i nie jest to kwestia polityki”. Jednak po tym, jak dalszych dziewięciu mężczyzn zagłodziło się na śmierć, a strajk się skończył i w obliczu wzrastającej nienawiści po obu stronach granicy oraz przy rozszerzającym się niepokoju, zdecydowano się na przywrócenie pewnych uprawnień więźniom z grup paramilitarnych, jak IRA, jednak nie otrzymali statusu więźniów politycznych.
Kontynuowała także politykę tzw. ulsteryzacji, rozpoczętą przez poprzedni laburzystowski rząd i jego ministra do spraw Irlandii Północnej – Roya Masona, uważając, że unioniści z Irlandii Płn. powinni być na czele walczących z irlandzkimi republikanami. Oznaczało to zwiększenie obecności wojska w rejonie oraz wzmocnienie roli takich jednostek policyjnych jak: Ulster Defence Regiment i Royal Ulster Constabulary.
W zakresie polityki ekonomicznej ogłosiła podwyższenie stóp procentowych, aby zmniejszyć podaż pieniądza. Widoczne było także, że zechce zwiększyć obciążenia w zakresie podatków pośrednich, zaś mniejszy na podatki od dochodów osobistych. Podatek VAT został gwałtownie podniesiony do 15%, co natychmiast odbiło się na zwiększeniu inflacji. Wpłynęło to także niekorzystnie na działalność przedsiębiorców (w szczególności w przemyśle wytwórczym) i przyczyniło się do wzrostu bezrobocia do ponad 2 mln.
Polityczni komentatorzy twierdzili, że nowy rząd nawiązuje do poczynań rządu Heatha (tzw. u-turn – zawracanie z obranej wcześniej drogi – niedotrzymywanie obietnic wyborczych), jednak Thatcher odżegnała się od tego na konferencji Partii Konserwatywnej w 1980, mówiąc, że: „dla czekających z zapartym tchem na ulubione przez media słowo u-turn chcę powiedzieć tylko jedną rzecz: zmieniajcie kierunek, jeśli chcecie, ale dama (przyp. premier) nie jest od zawracania” („To those waiting with bated breath for that favourite media catch-phrase-the U-turn- I have only one thing to say: you turn if you want to; the Lady’s not for turning”). Słowa te zostały potwierdzone w budżecie 1981, w którym podatki zostały podwyższone w środku recesji gospodarczej. Decyzja rządu Thatcher została podjęta pomimo wystosowanego przez 364 czołowych ekonomistów listu otwartego, w którym stwierdzali: „przekonanie Rządu o tym, że poprzez zmniejszenie popytu inflacja zostanie powstrzymana, nie ma żadnego oparcia w teorii ekonomicznej”, dodając, że „obecna polityka pogłębi kryzys, wyniszczy bazę przemysłową naszej gospodarki i zagrozi jej społeczno-politycznej stabilności”. W styczniu 1982 inflacja spadła do jednocyfrowej, wtedy też obniżono stopy procentowe. Bezrobocie w dalszym ciągu rosło, osiągając według oficjalnych danych rządowych 3,6 mln (ale kryteria kwalifikowania osoby jako bezrobotnej zostały wcześniej zmienione i według niektórych bezrobocie osiągnęło wysokość 5 mln). Według Alana Budda, który w latach 1979–1981 pełnił funkcję doradcy w brytyjskim Skarbie Państwa, niewykluczone, że fala bezrobocia wywołana przez antyinflacyjną politykę rządu Thatcher była prawdziwym celem podejmowanych działań, a nie ich niechcianym skutkiem. Poprzez zwiększenie bezrobocia, Thatcher osłabiała bowiem polityczną pozycję brytyjskiej klasy robotniczej.
Szukanie oszczędności spowodowało cięcia budżetu brytyjskiego ministerstwa obrony. W Argentynie pozbawiona stabilnego poparcia społecznego junta wojskowa szukała możliwości poprawy wizerunku w oczach narodu, który znosił pogarszającą się z roku na rok sytuację ekonomiczną. 2 kwietnia 1982 wojska argentyńskie wylądowały na Falklandach. Była to pierwsza inwazja na brytyjskie terytorium od czasów II wojny światowej. Argentyna od 1830 pozostawała w sporze z Wielką Brytanią o ten niewielki archipelag. Thatcher musiała podjąć jedną z najtrudniejszych decyzji w czasie swojej kadencji. Zdecydowała, że w ciągu kilku dni w rejon konfliktu została wysłana flota wojenna z zadaniem odbicia Falklandów. Dzięki sukcesowi tej operacji wzmogły się w Anglii nastroje patriotyczne, a prestiż premier, do tej pory bijącej w sondażach rekordy niepopularności, wzrósł niepomiernie.
Czynnik falklandzki przy rozpadzie opozycji był przyczyną wygranej konserwatystów w wyborach w 1983. Był to jeden z największych sukcesów rządu Thatcher, pomimo niepopularnych decyzji. Pomimo rozbicia laburzystów zwycięstwo nie było pewne, bowiem na drodze torysów stanęła koalicja, którą tworzyły Partia Socjaldemokratyczna i Partia Liberalna. Jednak ta nowa siła nie była w stanie powstrzymać Partii Konserwatywnej, która zdobyła 42,4% głosów (niedużo gorszy wynik niż w wyborach w 1979). Obowiązująca w Wielkiej Brytanii ordynacja większościowa sprawiła, że torysi mimo niedużych różnic procentowych zdobyli znaczną przewagę nad innymi partiami w parlamencie (była to różnica 144 miejsc).

#### 1983–1987
Thatcher była zdeterminowana, by ograniczyć wpływy związków zawodowych. Jednak obrała inną strategię niż rząd Heatha – zamiast jednej ustawy postanowiła to zrobić stopniowo. Kilka związków natychmiast ogłosiło strajk, którego celem było zniszczenie polityczne „Żelaznej Damy”. Strajk górniczy z 1984 ogłoszony przez Krajowy Związek Górniczy (NUM, National Union of Mineworkers), którego przewodniczącym był Arthur Scargill, był najgroźniejszy. Jednak Thatcher przygotowała się do jego stłumienia, gromadząc zapasy węgla, dzięki czemu nie było przerw w dostawach prądu (w przeciwieństwie do 1972). Prowadzono przy tym przemyślaną kampanię medialną, policja wstrzymywała się z akcjami, które mogłyby doprowadzić do pogwałcenia praw obywatelskich. Równocześnie w prasie i telewizji ukazywano zdjęcia grup uzbrojonych górników, którzy przemocą zmuszali swoich kolegów do powstrzymywania się od pracy. Spowodowało to, że opinia publiczna odwróciła się od strajkujących. Strajk górników trwał około roku, po czym strajkujący ustąpili, nie uzyskując nic w zamian. Torysowski rząd zadecydował także o zamknięciu większości kopalń, z wyjątkiem piętnastu, które zostały sprywatyzowane w 1984 r.

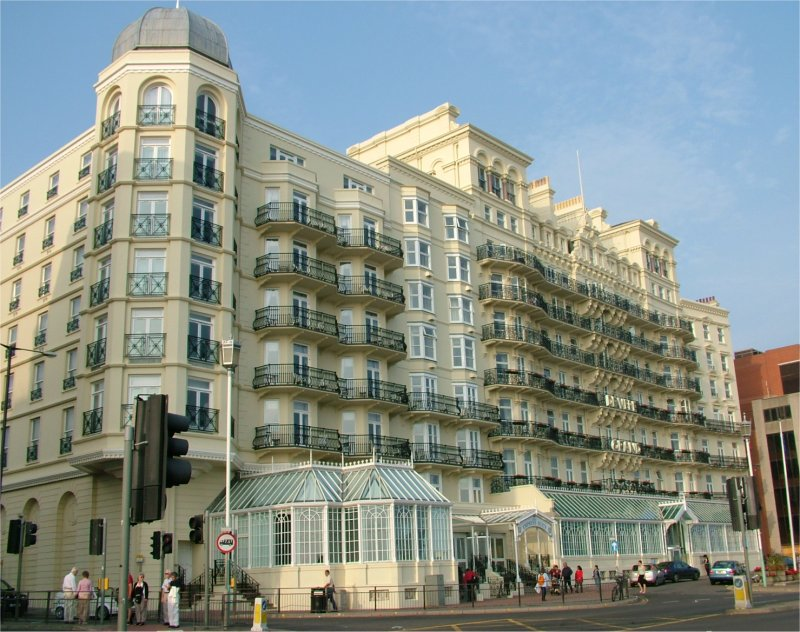
Grand Hotel Brighton, w którym 12 października 1984 dokonano próby zamachu na Thatcher

W czerwcu 1984 Thatcher zaprosiła prezydenta RPA – P. W. Bothę i ministra spraw zagranicznych tego kraju – Pika Bothę w celu przedyskutowania kwestii związanych z apartheidem i związanych z nim sankcji gospodarczych nałożonych na ten kraj. Było to dotkliwe dla Wielkiej Brytanii, która zainwestowała tam duże środki. Wizyta ta miała miejsce po upływie trzech miesięcy od incydentu, w którym południowoafrykańscy przemytnicy broni zostali aresztowani w Coventry i oskarżeni o złamanie embarga ONZ-u na dostawy broni do RPA.
Rankiem 12 października 1984, na dzień przed swoimi 59. urodzinami, ledwo uszła z życiem z zamachu bombowego na hotel w Brighton, do którego przyznała się Tymczasowa Irlandzka Armia Republikańska. Zamach miał miejsce podczas konferencji konserwatystów. Pięć osób zginęło (w tym Roberta Wakeham, żona Johna Wakehama, szefa klubu politycznego torysów w parlamencie, oraz poseł Izby Gmin – Anthony Berry), a ważny członek rządu – Norman Tebbit – został ranny (wraz z żoną Margaret, która została sparaliżowana). Thatcher zginęłaby, gdyby w momencie wybuchu nie korzystała właśnie z toalety. Nalegała, żeby jej wystąpienie planowane na następny dzień odbyło się, miało to być wyzwanie rzucone terrorystom. Gest ten zyskał jej poparcie wszystkich partii politycznych.
15 listopada 1985 podpisała angielsko-irlandzkie porozumienie (nazywane porozumieniem z Hillborough), w którym po raz pierwszy Republice Irlandii dawano pewną możliwość udziału w decydowaniu o sprawach Ulsteru. Umowa ta spotkała się z potępieniem irlandzkich unionistów. Ulsterska Partia Unionistyczna oraz Demokratyczna Partia Unionistyczna zawarły 23 stycznia 1986 pakt wyborczy, w ramach którego zorganizowały doraźne referendum i zrezygnowały ze swoich miejsc w parlamencie, jednocześnie współzawodnicząc w nowo rozpisanych wyborach uzupełniających – straciły w nich tylko jedno miejsce na rzecz SDLP – laburzystów połączonych z Partią Socjaldemokratyczną. Jednak w przeciwieństwie do 1974, unioniści nie zdołali storpedować porozumienia poprzez strajk generalny. Był to skutek zmiany układu sił w stosunkach między związkami zawodowymi a rządem.
W polityce gospodarczej kładła nacisk na działanie sił wolnorynkowych oraz na przedsiębiorczość. Od czasu objęcia funkcji premiera eksperymentowała ze sprzedażą małych przedsiębiorstw państwowych ich własnym pracownikom. Akcja ta spotkała się z pozytywnym odzewem. Po wyborach 1983 rząd zachęcony tymi sukcesami wyprzedał większość udziałów w publicznych firmach, które w większości znacjonalizowano w okresie lat 40. Duża część społeczeństwa włączyła się w tę akcję i nabyła udziały wielu przedsiębiorstw; niektórzy sprzedali je, zarabiając na różnicy kursowej, wielu jednak pozostało ich współwłaścicielami. Polityka prywatyzacji była krytykowana przez lewicę i stała się synonimem taczeryzmu. Wbrew niepochlebnym opiniom sprawiła ona, że budżet państwa stanął na nogi, a firmy w rękach prywatnych stały się rentowne.
Wspierała Ronalda Reagana w jego polityce odstraszania ZSRR (polityka ta była realizowana głównie poprzez duże nakłady na zbrojenia). Była to zasadnicza różnica wobec poprzedniej strategii Zachodu, polegającej na powstrzymywaniu (czyli nie dopuszczeniu do rozprzestrzeniania się komunizmu). Armia USA dostała pozwolenie rządu brytyjskiego na umieszczenie na wyspach wyrzutni rakiet atomowych (reakcją na to były protesty na rzecz likwidacji arsenałów nuklearnych). „Żelazna Dama” była pierwszym przywódcą państwa zachodniego, który ciepło odniósł się do zabiegów reformatorskich Michaiła Gorbaczowa. Po spotkaniu w 1984 określiła go jako człowieka, z którym można ubić dobry interes (było to na trzy miesiące przed jego dojściem do władzy). Ocieplenie stosunków pomiędzy Wschodem a Zachodem od tej pory nabrało tempa. ZSRR pod wodzą Gorbaczowa modyfikował swoją politykę zagraniczną, a w 1991 doszło do jego rozpadu. Thatcher przetrwała na urzędzie zimną wojnę, która zakończyła się w 1989. Są głosy, które uznają jej duży wkład w zwycięstwo orientacji demokratycznej nad autorytaryzmem, zarówno poprzez politykę odstraszania, jak i powstrzymywania.
Sympatyzowała również z chilijskim dyktatorem generałem Augusto Pinochetem, który – podobnie jak ona – wdrażał reformy gospodarcze inspirowane poglądami tzw. szkoły chicagowskiej. Podczas wojny falklandzkiej rząd Chile, jako jedyny w Ameryce Łacińskiej, aktywnie poparł Wielką Brytanię. Pinochet pozwalał na awaryjne lądowania brytyjskich samolotów i helikopterów oraz organizował akcję ratowania zestrzelonych pilotów, którzy dzięki temu uniknęli argentyńskiej niewoli. Thatcher wspierała Pinocheta nawet wówczas, gdy został on aresztowany w Londynie 10 października 1998 w związku z zarzutami zabójstwa, zaginięcia i stosowania tortur wobec 91 obywateli hiszpańskich, argentyńskich i chilijskich.
W 1985 Uniwersytet Oksfordzki odmówił jej przyznania tytułu doktora honoris causa w proteście wobec obcięcia środków na edukację. Było to tym bardziej znaczące, że do tej pory uczelnia przyznawała to wyróżnienie każdemu premierowi, który się kształcił w jej murach.
W 1986, w przeciwieństwie do innych członków NATO, wsparła operację „Kanion El Dorado” bombardowania Libii przez lotnictwo amerykańskie, w której wykorzystano bazy brytyjskie. Jej upodobanie do zacieśniania współpracy wojskowej z USA przejawiło się także w tzw. aferze Westland, gdzie ważny dostawca uzbrojenia – firma Westland Helicopters (producent helikopterów) był powstrzymywany przez Thatcher i jej kilku współpracowników od połączenia się z włoską Agustą, faworyzowano natomiast amerykańską firmę Sikorsky Aircraft. Minister obrony Michael Heseltine, który optował za Agustą, zrezygnował w proteście przeciwko stylowi prowadzenia rady ministrów i naciskom wywieranym na niego przez Thatcher (stał się później jej poważnym krytykiem i konkurentem w walce o władzę w partii).
W 1986 jej rząd w kontrowersyjnych okolicznościach zlikwidował Radę Wielkiego Londynu, wówczas zarządzaną przez radykalnego Kena Livingstone’a oraz rady wszystkich sześciu hrabstw metropolitalnych. Posunięcie to uzasadniano względami efektywności. Przeciwnicy twierdzili zaś, że była to akcja czysto polityczna, bo większość radnych pochodziła z Partii Pracy, a jednostki samorządu miejskiego stały się centrum opozycji przeciwko rządowi. Ponadto radni żądali przeznaczenia wyższych funduszy na rozwój miasta, co nie zgadzało się z polityką oszczędności budżetowych realizowanych przez torysów.
W czasie drugiej kadencji odnotowała na swym koncie dwa poważne sukcesy w polityce zagranicznej. W 1984 odwiedziła Chiny, 19 grudnia doszło tam do podpisania międzypaństwowej umowy chińsko-brytyjskiej. W akcie tym Chiny zgodziły się przyznać Hongkongowi po wygaśnięciu brytyjskiej dzierżawy w 1997 status Specjalnego Regionu Administracyjnego, zgodnie z zasadą „Jeden kraj, dwa systemy”. Chiny zobowiązały się nie zmieniać ustroju społeczno-gospodarczego Hongkongu aż do 2047.
W czasie spotkania Rady Europejskiej w listopadzie 1979 w Dublinie Thatcher stwierdziła, że Wielka Brytania otrzymuje ze Wspólnoty o wiele mniej środków, niż wpłaca. Złożyła wówczas sławne oświadczenie: „my nie prosimy Wspólnoty czy kogoś innego o pieniądze, my po prostu chcemy nasze pieniądze z powrotem”. Jej twarde stanowisko sprawiło, że na szczycie w Fontainebleau w czerwcu 1984 zgodzono się na rabat w składce brytyjskiej, który wyniósł 66% pomiędzy tym, co Brytyjczycy wnosili a tym, co otrzymywali.

#### 1987–1990

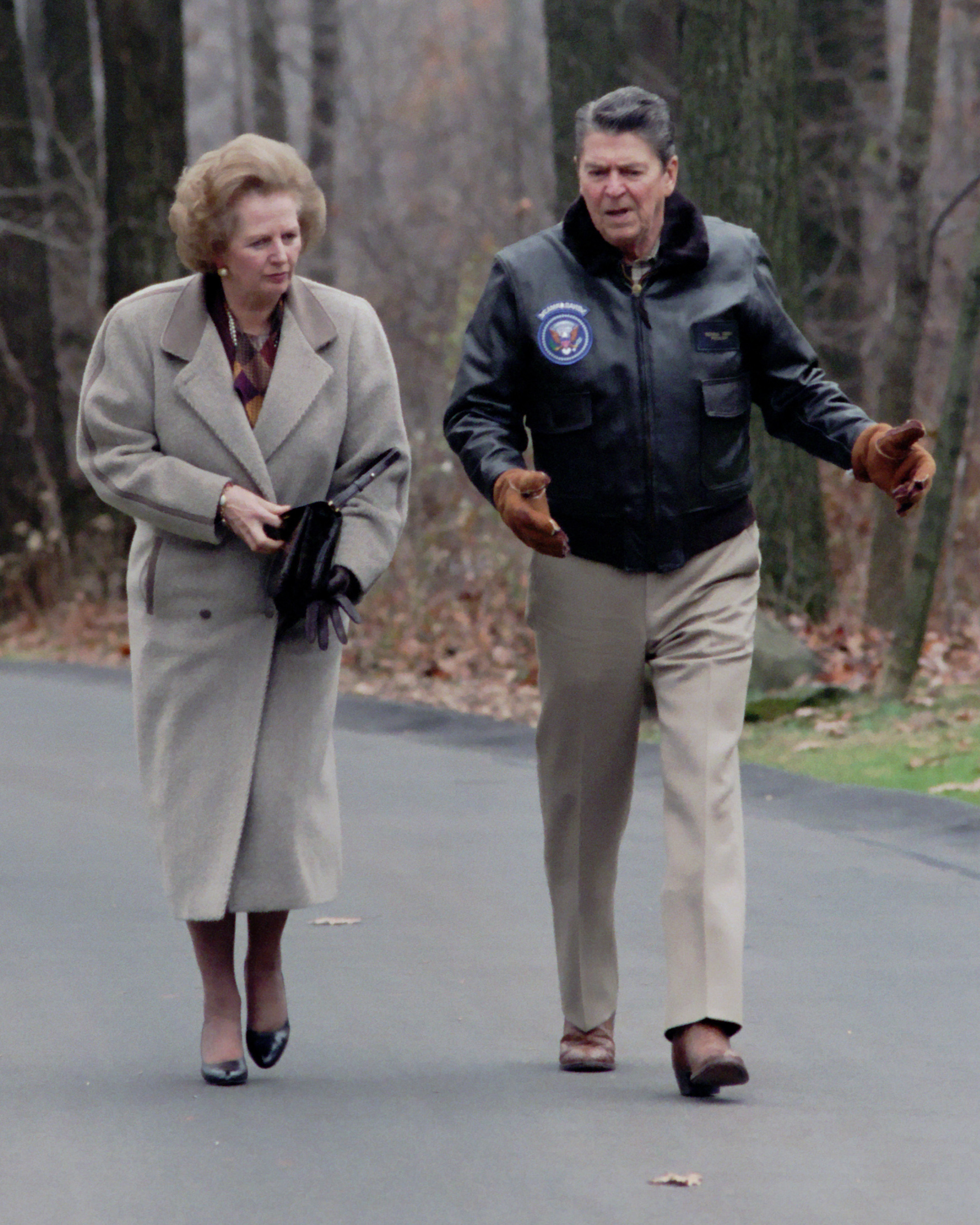
Thatcher z Ronaldem Reaganem w Camp David

Poprzez wygraną w wyborach 1987 na fali boomu gospodarczego pomimo ostrej opozycji laburzystowskiej atakującej konserwatystów za udostępnienie Amerykanom możliwości instalacji rakiet nuklearnych, ze 102-osobową przewagą w parlamencie Thatcher została najdłużej nieprzerwanie sprawującym urząd premierem od czasu Roberta Banksa – lorda Liverpool i pierwszą osobą, która trzykrotnie z rzędu wygrała wybory od czasów Henry’ego Temple’a – lorda Palmerston (1865). Większość gazet brytyjskich była jej przychylna, z wyjątkiem Daily Mirror i The Guardian. Thatcher doceniła to, organizując dla mediów krótkie konferencje prasowe prowadzone przez jej sekretarza prasowego – Bernarda Ingrama. W gazetach brukowych i tabloidach była znana jako „Maggie” – to zdrobniałe określenie stało się wkrótce znanym sloganem protestacyjnym – „Maggie precz!” („Maggie out”) wykrzykiwanym przez jej przeciwników. „Żelazna Dama” była szczególnie niepopularna wśród środowisk lewicowych, dowodem tego były teksty takich piosenek jak: „Stand Down Margaret” („Margaret ustąp”, The Beat), „Tramp The Dirt Down” (Elvis Costello), „Margaret On The Guillotine” („Margaret na gilotynę”, Morrissey) czy „Mother Knows Best” („Matka wie najlepiej”, Richard Thompson).
Była zwolennikiem dekryminalizacji kontaktów homoseksualnych, ale w 1986 na konferencji konserwatystów powiedziała: „Dzieci, którym powinno się wpajać tradycyjne wartości są zamiast tego nauczane, że posiadają niezbywalne prawo do bycia gejem”. W tym okresie mniej znani konserwatywni posłowie oraz parowie rozpoczęli kampanię pod hasłem „zaprzestania promowania homoseksualizmu”. W grudniu 1987 została przyjęta specjalna poprawka do Ustawy o samorządzie (Local Government Act), która nakazywała władzom samorządowym aby: „ani pośrednio ani bezpośrednio nie promowały homoseksualizmu, ani też nie publikowały materiałów, które są nakierowane na powyższy cel” (zakaz ten dotyczył również szkół finansowanych z budżetów lokalnych). Poprawka ta została usunięta w 2000.
W czasie trzeciej kadencji reformowano także system państwowej opieki społecznej i pomocy bezrobotnym. Stworzono program aktywizacji i szkolenia osób pozostających bez pracy, na który składała się także praca w pełnym wymiarze za zasiłek z dodatkiem 10-funtowym. System ten był oparty na modelu amerykańskim tzw. workfare – nakierowanym na pobudzenie aktywności i przedsiębiorczości według hasła „aby coś otrzymać, trzeba coś dać (zrobić)”, w przeciwieństwie do modelu kontynentalnego, w którym istnieją głównie proste transfery socjalne mające na celu jedynie doraźne ulżenie w trudnym położeniu materialnym, ale nie pomagające w zmianie istniejącego stanu rzeczy.
W późnych latach 80. Thatcher – była chemik – zaczęła wykazywać zainteresowanie problemami ochrony środowiska, które poprzednio nie leżały w głównym kręgu działania rządu. W przemówieniu z 1988 r. przyznała, że globalne ocieplenie, dziura ozonowa i kwaśne deszcze są poważnym problemem. W 1990 otworzyła Hadley Centre, które miało się zajmować badaniem zmian klimatycznych i ich przewidywaniem. W swojej książce Statecraft (Sztuka rządzenia, 2002) wyznała, że żałowała swojego poparcia dla koncepcji przyczynienia się człowieka do procesu globalnego ocieplenia, ponieważ miało to negatywny efekt na proces produkcji dóbr – „cokolwiek społeczność międzynarodowa uzgodni w kwestii problemów ochrony środowiska, musi mieć na względzie, że nasze gospodarki potrzebują możliwości wzrostu i rozwoju, ponieważ bez tego brakować będzie środków, które są potrzebne na zapobieganie degradacji środowiska naturalnego”.
W Brugii w 1988 nakreśliła sprzeciw wobec propozycji sfederalizowania i centralizacji wspólnot europejskich. W dalszym ciągu jednak popierała członkostwo Wielkiej Brytanii w jej strukturach, przy czym widziała jej rolę tylko przy zapewnianiu swobodnego przepływu towarów (wolnego handlu) i zapewnieniu konkurencyjności gospodarek krajów europejskich. Obawiała się, że zmiany, które zostały wprowadzone w Anglii, mogą zostać zniweczone przez nowe regulacje unijne, twierdziła m.in., że „nie po to ograniczaliśmy rolę państwa w gospodarce brytyjskiej, żeby teraz widzieć powrót poprzedniego stanu na poziomie wspólnotowym, z europejskim superpaństwem i dominacją Brukseli”. Szczególnie ostro zwalczała pomysł Wspólnej Strefy Monetarnej i zniesienia walut narodowych. Jednak w łonie Partii Konserwatywnej doszło w tych kwestiach do głębokiego podziału i wielu członków tej partii nie podzielało opinii swej szefowej.
21 grudnia 1988 samolot linii lotniczych Pan Am rozbił się w katastrofie lotniczej w pobliżu miasta Lockerbie. Straciła w niej życie największa liczba obywateli brytyjskich od czasu zakończenia II wojny światowej. Wczesne doniesienia mówiły, że zamach był odwetem za zestrzelenie irańskiego Airbusa w lipcu 1988 przez amerykański niszczyciel Vincennes. Późniejsze śledztwo prowadziło jednak w stronę Libii. W późniejszych wspomnieniach Thatcher nie można jednak natrafić na żadne wzmianki o tej katastrofie, ani o procesie dwóch Libijczyków.
W 1989 jej popularność spadła. Było to związane ze zwiększeniem poziomu stóp procentowych (krok ten motywowano chęcią schłodzenia zbyt szybkiego, zdaniem niektórych, wzrostu gospodarczego), co wywarło niekorzystny wpływ na gospodarkę. Ona sama winiła za to swojego kanclerza Nigela Lawsona, który wdrażał politykę mającą przygotować Wielką Brytanię do wejścia do Wspólnej Europejskiej Strefy Monetarnej. Thatcher twierdziła, że nie informował jej o tym i że robił to bez jej zgody. Na szczycie w Madrycie Lawson oraz minister spraw zagranicznych Geoffrey Howe zmusili ją do zaakceptowania warunków, na jakich Wielka Brytania miałaby przystąpić do Mechanizmu Kursów Walutowych (Exchange Rate Mechanism – ERM), który miał być przygotowaniem do pełnej unii monetarnej. W październiku 1989 Lawson zrezygnował ze stanowiska. W tym samym miesiącu Thatcher musiała stoczyć walkę o przywództwo w partii. Jej przeciwnikiem był mało znany i zasiadający w tylnych ławach poselskich Anthony Meyer. Dla niektórych wpływowych działaczy ta cecha Meyera miała być jego zaletą i miał się on stać czarnym koniem w wyścigu do fotela szefa partii. Thatcher z łatwością pokonała Meyera, ale w urnie do głosowania znalazło się aż 60 kart wstrzymujących się od głosu bądź popierających Meyera – był to zaskakująco słaby wynik, jak na urzędującego premiera.

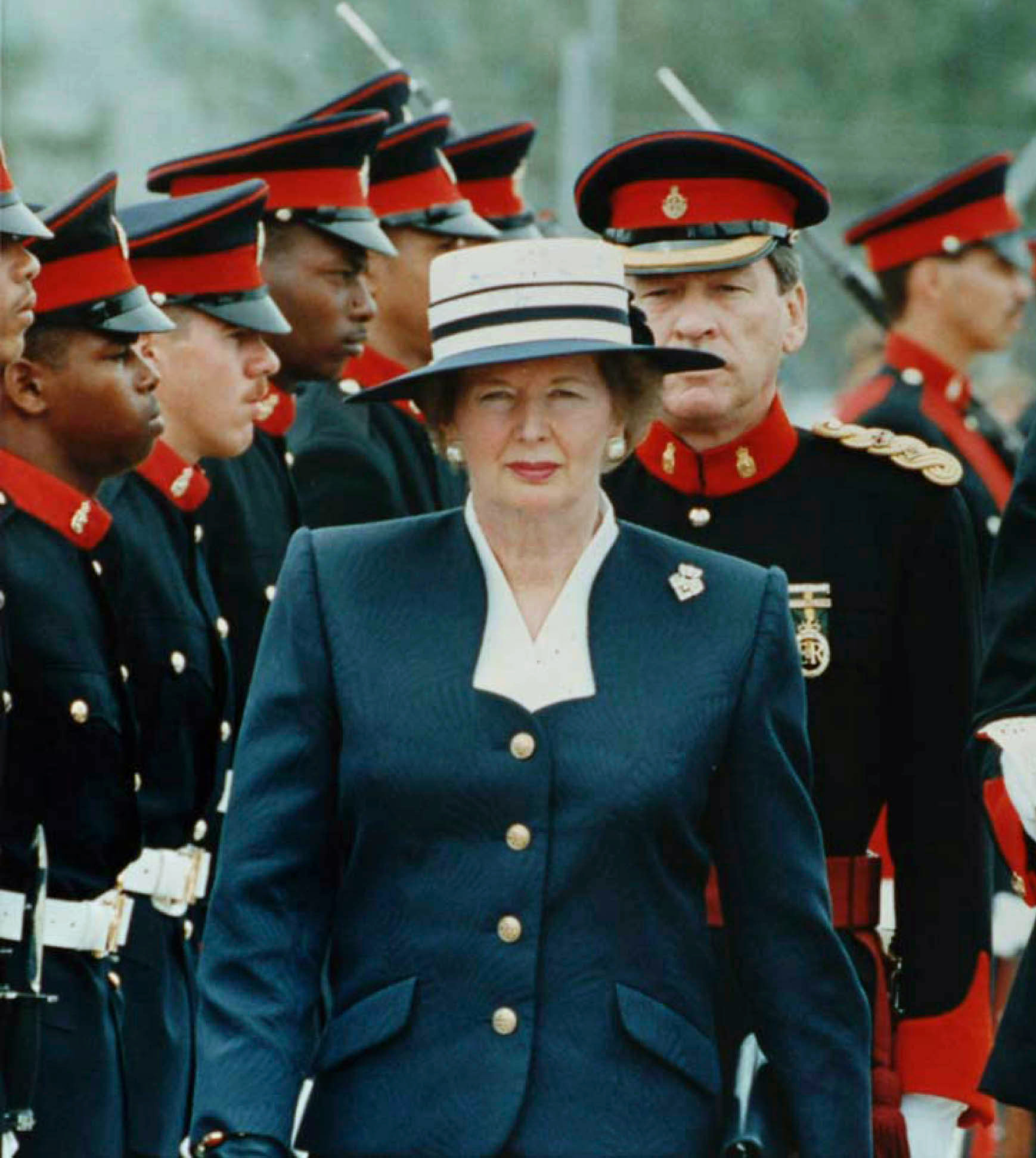
Thatcher podczas przeglądu wojsk na Bermudach

W 1989 zniesiono możliwość ustalania przez samorządy lokalne stawek podatkowych od nieruchomości w Szkocji, a w 1990 w Anglii i w Walii. Stawki zostały zamienione na podatek gminny (community charge, znany szerzej jako poll tax – odpowiadający znanemu w dawnej Polsce podatkowi pogłównemu), który był stałą sumą przypadającą na każdego rezydenta z pewnymi ulgami dla mało zarabiających. Decyzja ta okazała się być najbardziej niepopularną podczas pełnienia przez Thatcher urzędu premiera. Dodatkowe problemy powstały, kiedy niektóre samorządy odpowiedzialne za pobór podatku niewłaściwie go naliczały. Spowodowało to protesty, m.in. 31 marca 1990 w Londynie miała miejsce demonstracja licząca 70–200 tys. uczestników, która przekształciła się w gwałtowne zamieszki (113 osób zostało rannych, 340 aresztowano). Miliony ludzi odmawiały płacenia podatku. Przeciwnicy pogłównego opasywali się razem, aby stawić opór komornikom, przeszkadzali także w posiedzeniach sądowych rozpatrujących sprawy dłużników podatkowych. „Żelazna Dama” jednak uparcie trwała przy swoim.
Jednym z jej ostatnich posunięć było wywieranie presji na George’a H.W. Busha w celu nakłonienia go do wysłania wojsk do Kuwejtu i wyparcie stamtąd armii irackiej. Bush był pełen obaw o plan inwazji. Premier Thatcher wypowiedziała wtedy słynne zdanie: „to nie czas dla trzęsących się!” („no time to go wobbly!”).
W piątek przed konferencją Partii Konserwatywnej w październiku 1990 Thatcher poleciła nowemu ministrowi finansów Johnowi Majorowi, aby ten obniżył stopy procentowe o jeden punkt procentowy. Major przekonał ją jednak, że jedynym sposobem na utrzymanie stabilności walutowej jest dołączenie do europejskiego systemu ERM, pomimo że Wlk. Brytania nie spełniała wymogów madryckich.

#### Utrata władzy
W 1990 sprzeciw wobec polityki rządu ogniskował się głównie w kwestiach gospodarczych, a w szczególności dotyczył nowego podatku gminnego i wysokich podstawowych stóp procentowych sięgających 15%. Kwestie te dotykały tradycyjnych grup wyborców konserwatystów – takich jak przedsiębiorcy, sektor wielkiego przemysłu i duzi posiadacze nieruchomości. W samej partii coraz wyraźniej objawiał się podział odnośnie do integracji w ramach Unii Europejskiej, w obliczu zbliżających się wyborów.
Dalsze problemy pojawiły się wraz z rezygnacją ze stanowiska 1 listopada 1990 Geoffreya Howe’a (wcześniej ministra spraw zagranicznych) – zastępcy premiera i jednego z najważniejszych współpracowników Thatcher. Po długich rozmowach z innymi członkami gabinetu i po niepewnym wyniku pierwszej rundy głosowania na szefa partii, zaczęła być na nią wywierana coraz większa presja w celu zmuszenia jej do ustąpienia.
22 listopada, o godz. 9:30 ogłosiła, Thatcher że nie zamierza być kandydatem w drugim głosowaniu na przywódcę Partii Konserwatywnej (co tradycyjnie łączyło się z rezygnacją z urzędu premiera), tym samym jej kadencja dobiegła końca. Powiedziała wtedy: „Po obszernych konsultacjach z moimi współpracownikami doszłam do wniosku, że lepiej przysłużę się jedności partii i dam jej większe szanse na zwycięstwo w nadchodzących wyborach, jeżeli pozwolę moim ministrom na uczestniczenie w wyborach o przywództwo w partii. Chciałabym jeszcze podziękować tym wszystkim z mojego rządu i spoza niego, którzy ofiarowali mi swoje poparcie”.
Ustępująca Thatcher w ostatniej debacie, w której występowała w roli premiera wygłosiła jeszcze pamiętną mowę odnośnie do polityki zagranicznej: „Wspólna waluta to teraz polityka Europy, to dojście tylnymi drzwiami do Federacji Europejskiej. Czy więc powinnam rozważyć propozycję szanownego posła z Bolsover (przyp. Dennisa Skinnera)? Tak więc, gdzie teraz jesteśmy? Cieszę się z całej tej sytuacji.”
Później udzieliła poparcia swojemu następcy Johnowi Majorowi, który wygrał wybory na szefa partii. Po jej rezygnacji przeprowadzony został sondaż opinii publicznej, w którym 52% respondentów uznało, że generalnie jej rządy były dobre dla kraju, wobec 44% przeciwnego zdania. Na corocznej konferencji Partii Konserwatywnej zgotowano jej bezprecedensową owację na stojąco, mimo że wcześniej uprzejmie odmówiła wygłoszenia mowy, pomimo wezwań licznych delegatów. Po wyborach w 1992 przestała być posłem do Izby Gmin i przeszła na emeryturę.

### Późniejsza działalność polityczna

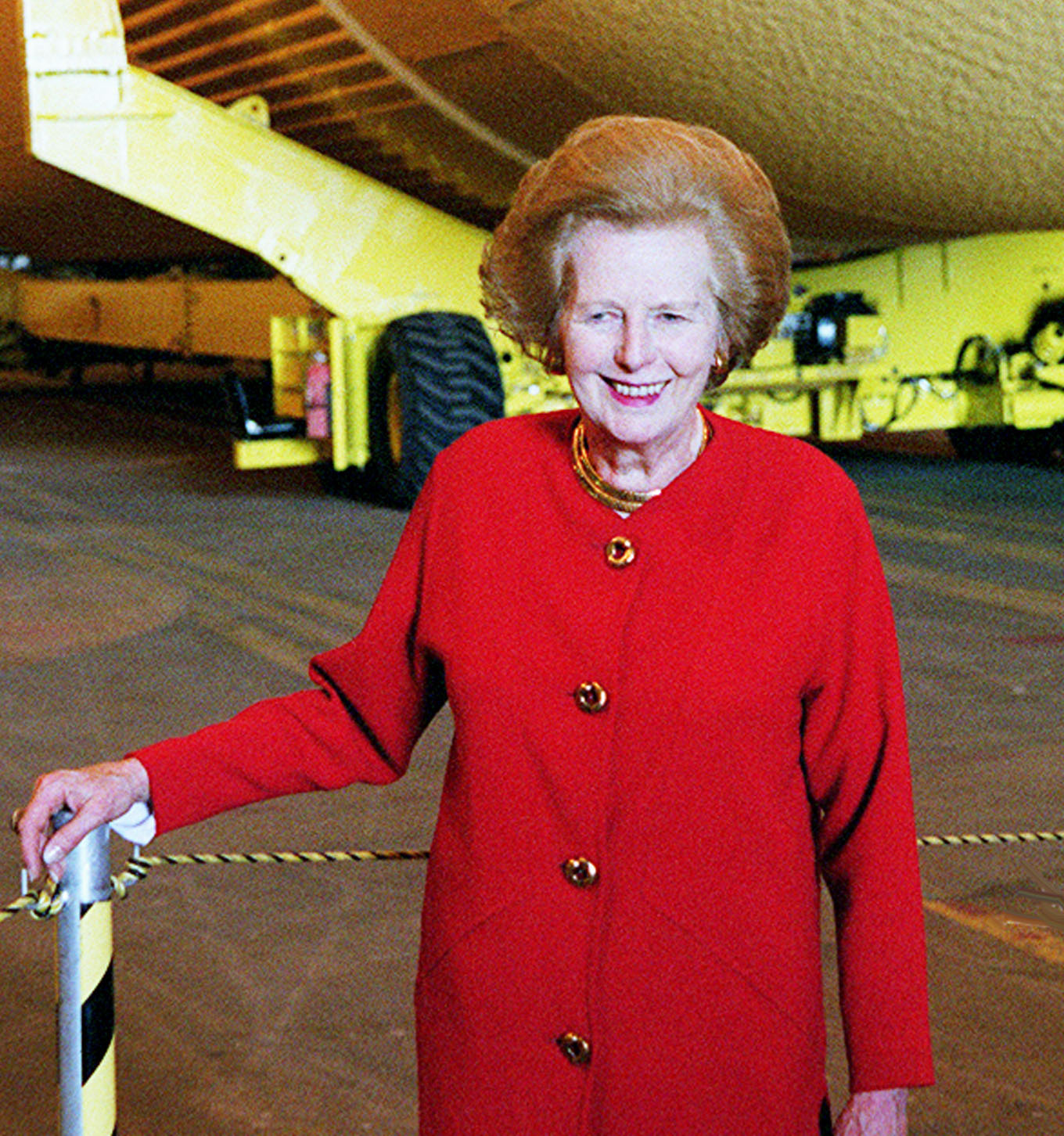
Thatcher na przylądku Canaveral

Herb Baronessy Margaret Thatcher

W 1992 została uhonorowana godnością para poprzez przyznanie jej dożywotniego tytułu baronowej Thatcher of Kesteven w hrabstwie Lincolnshire. Nie przyjęła tytułu dziedzicznego, mimo że miała taką możliwość. Później tłumaczyła się, że nie miałaby wystarczających środków dla uzyskania wsparcia takiegoż tytułu. Dzięki tej godności uzyskała możliwość zasiadania w Izbie Lordów. Wygłosiła tam szereg mów krytykujących Traktat z Maastricht i po raz pierwszy od 1961 zagłosowała w tej sprawie niezgodnie z zaleceniami własnej partii. Traktat opisywała jako idący zbyt daleko i w czerwcu 1993 stwierdziła, że nigdy by go nie podpisała. Thatcher była także zwolenniczką zorganizowania referendum, w którym zadecydowano by czy należy go przyjąć, motywowała to tym, że gdy wszystkie trzy partie są za jego aprobowaniem, należy umożliwić narodowi zabranie głosu.
W sierpniu 1992 zwróciła się do NATO z apelem o powstrzymanie serbskiego ataku na Goražde i Sarajewo, położenie tamy trwającym tam czystkom etnicznym oraz utrzymanie niezależności państwa bośniackiego. Twierdziła przy tym, że wydarzenia w Bośni przypominają jej wyczyny nazistów. W grudniu 1992 ostrzegała przed nowym holocaustem, a po pierwszej masakrze w Srebrenicy w kwietniu 1993 miała wrażenie, że w byłej Jugosławii dochodzi do tragedii, o jakiej myślała, że Europa już nigdy nie doświadczy po doświadczeniach II wojny światowej. Podobno miała powiedzieć wtedy do Douglasa Hurda, ministra spraw zagranicznych, krytykując go za bezczynność, że „Neville Chamberlain wygląda przy tobie jak podżegacz wojenny”.
Już wcześniej królowa odznaczyła Thatcher w 1990 krótko po jej rezygnacji odznaczeniem Order of Merit – jednym z najwyższych brytyjskich orderów. W 1995 Thatcher otrzymała Order Podwiązki, najwyższe odznaczenie rycerskie w Wielkiej Brytanii.

### Dalsze życie
W lipcu 1992 międzynarodowy koncern tytoniowy – Philip Morris zatrudnił ją w charakterze konsultanta do spraw geopolitycznych z pensją w wysokości 250 tys. dolarów rocznie oraz z roczną donacją na rzecz jej fundacji w tej samej wysokości.
W latach od 1993 do 2000 była kanclerzem uczelni – College of William & Mary, została także mianowana kanclerzem University of Buckingham – jedynego prywatnego brytyjskiego uniwersytetu z Przywilejem Królewskim (Royal Charter). Z tej drugiej posady zrezygnowała w 1998.
Napisała swoje pamiętniki w dwóch tomach: Droga do władzy (Path to Power) i Lata spędzone na Downing Street (The Downing Street Years). Później spod jej ręki wyszło jeszcze kilka książek, głównie o tematyce politycznej i sprawach międzynarodowych. Mimo że publicznie wyrażała poparcie dla polityki Johna Majora, prywatnie nie wszystkie sprawy spotykały się z jej zadowoleniem, natomiast jej opinie były szeroko komentowane w prasie.
W 1998 odbyła wizytę w Surrey, gdzie gościła u Augusta Pinocheta, który przebywał wówczas w areszcie domowym; głównym celem tych odwiedzin było wyrażenie przyjaźni i poparcia dla niego. Pinochet był dla jej rządu kluczowym sojusznikiem w czasie wojny falklandzkiej. W tym samym roku ofiarowała 2 miliony funtów dla Uniwersytetu w Cambridge w celu wyposażenia specjalnego instytutu Margaret Thatcher Chair in Entrepreneurial Studies (Katedra Badań nad Przedsiębiorczością im. Margaret Thatcher). Wsparła również archiwum tego uniwersytetu (Churchill College), przechowujące jej osobiste dokumenty.
Wielokrotnie zabierała głos na świecie w aktualnych sprawach politycznych i aktywnie wsparła konserwatystów podczas wyborów w 2001 Jednak w 2002 lekarze zalecili jej, aby więcej nie wypowiadała się publicznie ze względu na stan zdrowia, po tym, jak wcześniej po kilku drobnych chorobach jej odporność została nadwerężona.
Uczestniczyła w różnych grupach i organizacjach, takich jak m.in. Conservative Way Forward, Bruges Group i Fundacja Europejska.
26 czerwca 2003 na raka trzustki umarł jej mąż Denis Thatcher.
11 czerwca 2004 złożyła hołd byłemu amerykańskiemu prezydentowi Ronaldowi Reaganowi na jego pogrzebie w Waszyngtonie.
13 października 2005 uczciła swoje 80. urodziny, wydając pamiątkowe przyjęcie w Mandarin Oriental Hotel w Hyde Parku, gdzie gośćmi byli m.in. królowa Elżbieta II i Filip, książę Edynburga, a także Joan Collins i Tony Blair. Geoffrey Howe skomentował jej karierę polityczną: „Jej prawdziwym osiągnięciem było nie tylko przekształcenie i odmiana jednej partii, ale dwóch, tak więc kiedy laburzyści wrócili do władzy nie mogło być mowy o odwrocie od thatcheryzmu, który został przez nich zaakceptowany”.
11 września 2006 wzięła udział w obchodach piątej rocznicy zamachu na World Trade Center. 22 lutego 2007 odsłoniła swój pomnik ustawiony w gmachu parlamentu.
Była zwolenniczką deklaracji praskiej w sprawie sumienia europejskiego i komunizmu. Pod koniec listopada 2009 na 10 Downing Street odbyła się uroczystość odsłonięcia jej portretu autorstwa Richarda Stone’a.
W 2010 nowy premier David Cameron zapowiedział przyjęcie na jej 85. urodziny z udziałem ministrów byłych i obecnych. Nie uczestniczyła na obchodach z powodu ciężkiej grypy. Została zaproszona na ślub księcia Wilhelma i Catherine Middleton 29 kwietnia 2011, ale również nie uczestniczyła z powodu złego stanu zdrowia. Stan zdrowia nie pozwolił jej także wziąć udziału w ceremonii odsłonięcia pomnika Ronalda Reagana, która odbyła się 4 lipca 2011.
21 grudnia 2012 przeszła operację pęcherza moczowego.

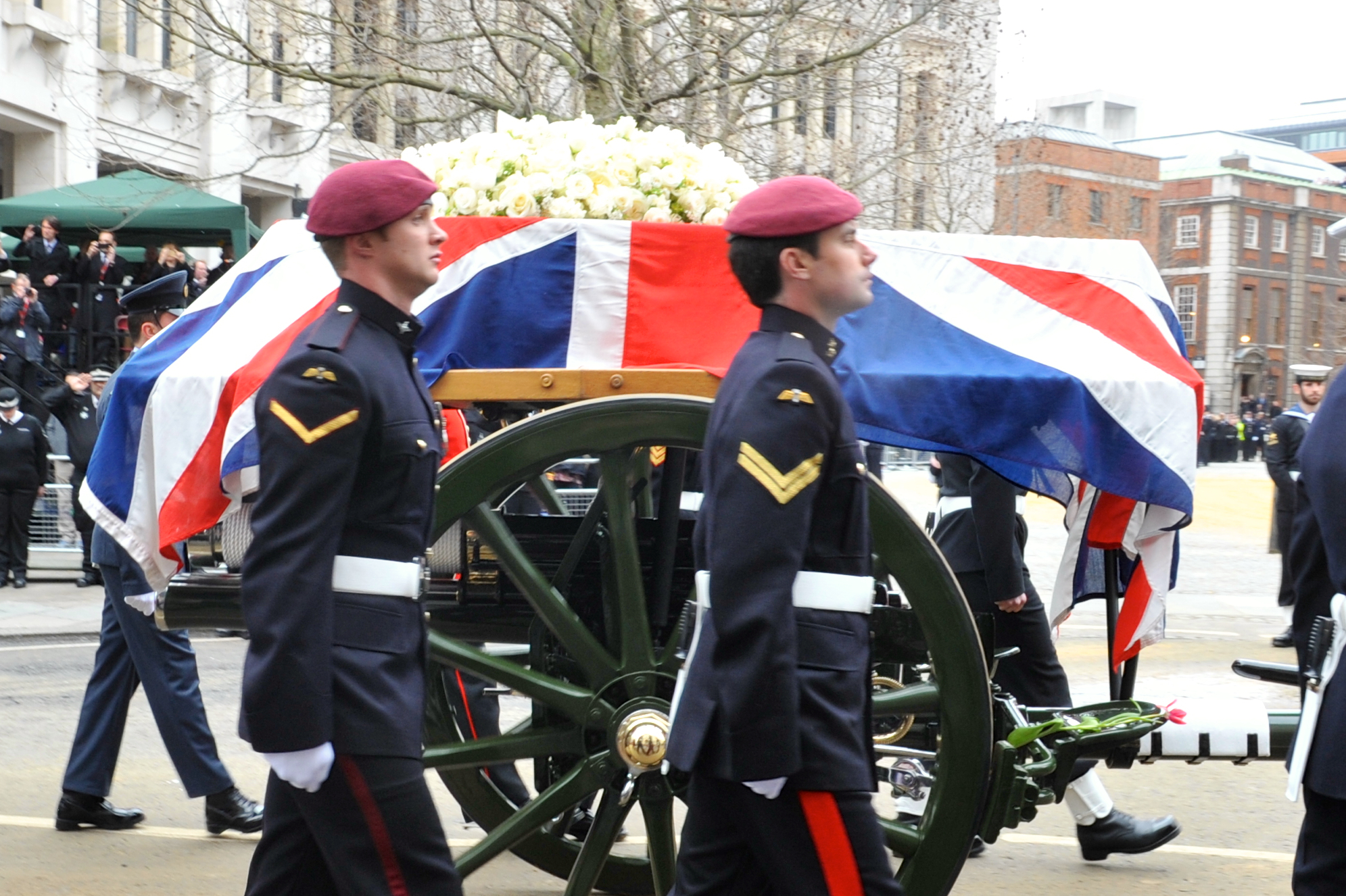
Pogrzeb Margaret Thatcher

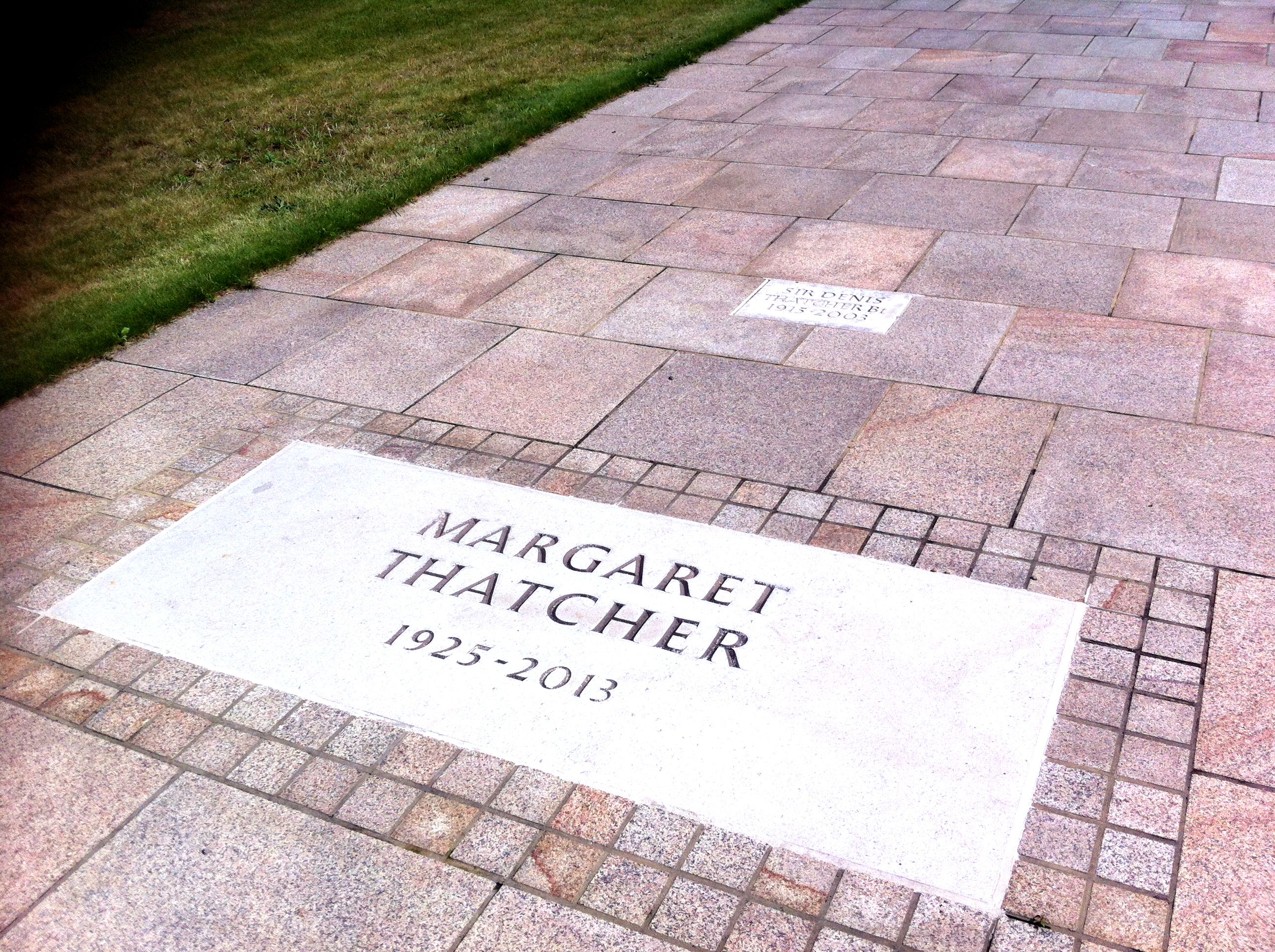
Grób Margaret Thatcher i jej męża Denisa

Zmarła 8 kwietnia 2013 na udar mózgu. Jej pogrzeb odbył się 17 kwietnia 2013. Skremowane prochy pochowano na terenie domu opieki dla weteranów Royal Hospital Chelsea, gdzie od 2003 spoczywa również jej małżonek.

## Spuścizna
Margaret Thatcher jest postacią kontrowersyjną. Wiele osób uważa ją za matkę opatrznościową gospodarki brytyjskiej po tym, jak przeprowadziła reformy ekonomiczne, które wyciągnęły kraj z długotrwałego marazmu gospodarczego. Szczególne uznanie zdobyła także za radykalne rozwiązanie wielu kwestii społecznych i całkowicie odmienną politykę socjalną. Jej przeciwnicy uważają ją za osobę egoistyczną i nie cofającą się przed autorytaryzmem. Jest oskarżana o zdemontowanie tzw. państwa dobrobytu (welfare state) i zniszczenie wielkich zakładów pracy, co miało się przyczynić do osłabienia potencjału produkcyjnego kraju i skazania wielu ludzi na długotrwałe bezrobocie.
Jednym z głównych zarzutów stawianych kierowanemu przez nią rządowi jest specyficzna retoryka (rozumiana jako pochwała liberalizmu), jaką się on posługiwał w zakresie polityki społecznej, natomiast jego działania są w mniejszym stopniu negatywnie oceniane, głównie ze względu na stosunkowo niewielkie cięcia w transferach socjalnych. Drugim zarzutem kierowanym przeciwko Thatcher jest upadek przemysłu wytwórczego (sfery produkcyjnej gospodarki) i całkowite zniknięcie niektórych gałęzi przemysłu. Jednak brytyjska gospodarka stała się jedną z najprężniejszych na starym kontynencie. Zwolennicy „Żelaznej Damy” uważają, że stało się tak dzięki przeprowadzonym przez nią reformom.
Oponenci taczeryzmu twierdzą, że problemy ekonomiczne lat 70. są wyolbrzymiane i były one głównie spowodowane czynnikami międzynarodowymi, takimi jak wysokie ceny ropy naftowej, które prowadziły do wysokiej inflacji, ponadto zastój panował w większości ówczesnych krajów uprzemysłowionych. Twierdzą oni także, że spowolnienie gospodarcze nie było wynikiem socjalistycznej polityki i działalności związków zawodowych, tak jak uważają zwolennicy Margaret Thatcher. Jej krytycy utrzymują też, że okres rządów konserwatystów w latach 80. zbiegł się z poprawą ogólnoświatowej sytuacji ekonomicznej oraz z odkryciem złóż gazu i ropy na Morzu Północnym, co wpłynęło na spadek cen i dodatkowe wpływy z podatków.
U większości Brytyjczyków premier Margaret Thatcher budzi mieszane uczucia. Przejawem tego może być lista 100 najważniejszych osób w historii kraju z 2002 r. (sporządzona poprzez głosowanie telewizyjne) – gdzie Thatcher uplasowała się na 16. pozycji – najwyższej spośród żyjących osób. Zajęła także miejsce trzecie na liście 100 najmniej popularnych Brytyjczyków wśród osób żyjących (Tony Blair zajął pierwsze miejsce). Pośrednio wyraziła uznanie dla laburzystowskiego premiera, kiedy podczas wyborów na szefa Partii Konserwatywnej powiedziała, iż: „oni (przyp. Konserwatyści)... nie potrzebują kogoś, kto pokona Blaira, oni potrzebują kogoś takiego jak Blair”.

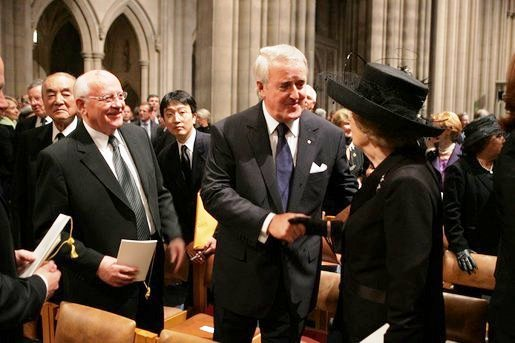
Margaret Thatcher na pogrzebie Ronalda Reagana; obok niej Brian Mulroney i Michaił Gorbaczow

Szczególnie rozbieżne są opinie dotyczące jej spuścizny w dziedzinie myśli ekonomicznej, głównie kwestii wydajności rynku i długotrwałego wzrostu gospodarczego. Wprawdzie po kilku latach stopa bezrobocia spadła, ale stało się to kosztem początkowego znacznego wzrostu liczby bezrobotnych w wyniku brutalnego przeprowadzania radykalnych reform rynku pracy. Wśród nich znalazły się ustawy dotyczące osłabienia siły związków zawodowych, odformalizowania rynku finansowego, co przyczyniło się do powrotu City of London do czołówki europejskich centrów finansowych, wprowadzono nowe rozwiązania zwiększające konkurencję. Rozwój gospodarczy kształtował się w okresie jej rządów na niskim poziomie (przy czym brak jest dokładnych informacji ze względu na niedokładne badania w tym zakresie, ponadto kulała także ewidencja środków przeznaczonych na inwestycje), niekorzystnym efektem oszczędnościowej polityki budżetowej było obniżenie standardów edukacyjnych.
Wiele z jej posunięć do tej pory jest przedmiotem zażartych sporów. Na większości obszarów Szkocji, Walii oraz w zurbanizowanych i byłych rejonach górniczych północnej Anglii jej rządy uważane są za klęskę. Pamięta się tam o trudnym okresie strajków górniczych, który uderzył w tradycyjne społeczności utrzymujące się z pracy pod ziemią. Nieodwracalne okazało się także przejście od gospodarki przemysłowej (w większości był to przemysł ciężki) do gospodarki opartej na usługach.
Thatcher była głównie popularna w wiejskich rejonach południowo-zachodniej Anglii, wyjątkiem było Plymouth, w którym co najmniej jedna trzecia mieszkańców pracowała w przemyśle obronnym (głównie stoczniowym). Prywatyzacja tamtejszych przedsiębiorstw w 1987 r. i utrata wielu miejsc pracy przyczyniły się do obniżenia zaufania do rządu konserwatystów (w 1979 – 44% głosów, w 1987 – 29%).
Radykalne reformy, które dotknęły wielki przemysł i górnictwo, znalazły odbicie w wyborach 1987 r. Większość konserwatywnych posłów została wybrana w południowej Anglii i rolniczych rejonach północnej części kraju. Było to spowodowane głównie europejską Wspólną Polityką Rolną, z której przeznaczano duże środki na wsparcie brytyjskiego rolnictwa.
Także poza granicami Wielkiej Brytanii ocena działań Margaret Thatcher nie jest jednoznaczna. Jej przeciwnicy, o przekonaniach lewicowych, krytykują ją za zdławienie ruchów społecznych, rozbicie związków zawodowych oraz radykalne reformy społeczne wiążące się z bardzo wysokim kosztami wśród ubogich warstw społecznych, jak np. górnicy. Zdaniem lewicy, premier Thatcher faworyzowała klasę średnią (przedsiębiorców, właścicieli małych i średnich firm) oraz wielki kapitał.
Jedną z najbardziej charakterystycznych kwestii, które wygłosiła i które zostały najdłużej zapamiętane była deklaracja, że: „nie istnieje taka rzecz jak społeczeństwo”. Jest to esencja jej myśli politycznej, w której ośrodkiem jest jednostka i rodzina, a nie państwo czy dobro całego społeczeństwa, tak charakterystyczne dla filozofii socjalizmu. W gospodarce z właściwym sobie uporem lansowała liberalizm klasyczny. W przeciwieństwie do poprzedników ośmieliła się rzucić wyzwanie związkom zawodowym i zerwała z ugodowością. Ekonomia brytyjska może zawdzięczać jej wiele zmian w prawie gospodarczym, dzięki którym zlikwidowano ograniczenia, a przedsiębiorcy zyskali więcej swobody. Sam taczeryzm stał się wzorem dla polityków usiłujących reformować gospodarki swoich krajów.
Przez irlandzkich bojowników o niepodległość została zapamiętana jako osoba bezkompromisowa, która nie prowadziła negocjacji z Tymczasową Irlandzką Armią Republikańską, przez co znalazła się na celowniku tej organizacji. Jej krytycy twierdzą, że takie postępowanie przyczyniło się do nasilenia fali przemocy w Irlandii Północnej, rząd Thatcher można natomiast pochwalić za wciągnięcie do procesu pokojowego Irlandii poprzez zawarcie specjalnego porozumienia.
W 1996 r. tzw. śledztwo Scotta prowadzone w sprawie irackiej afery zbrojeniowej wykazało, że rząd Thatcher układał się z Saddamem Husajnem. Ujawniono, że wydano ok. 1 mld funtów dla wsparcia bliskowschodniego dyktatora i zachęcenia go do zaopatrywania się w broń u brytyjskich firm. Odkryto, że podczas wojny iracko-irańskiej w 1980 r., urzędnicy zniszczyli dokumenty świadczące o przemycie części czołgów Chieftain do Iraku. Ministrowie potajemnie postępowali niezgodnie z instrukcjami, aby pomóc prywatnym firmom sprzedawać maszyny budowlane, które miały być użyte przy budowie fabryk amunicji. Wiele z dostaw do Iraku pochodziło z przedsiębiorstwa Racal, które eksportowało urządzenia komunikacyjne – Jaguar V na kredyt dla armii byłego irackiego dyktatora. Śledztwo wykazało, że posługiwano się w tych wypadkach nielegalnie środkami kredytowymi na pokrycie sprzedaży uzbrojenia. Członkowie rządu konserwatystów odmówili wstrzymania udzielania Husajnowi kredytów, nawet gdy wydał rozkaz egzekucji brytyjskiego dziennikarza Farada Bazofta, takie postępowanie uzasadniano obawą przed zaszkodzeniem brytyjskiemu przemysłowi zbrojeniowemu.

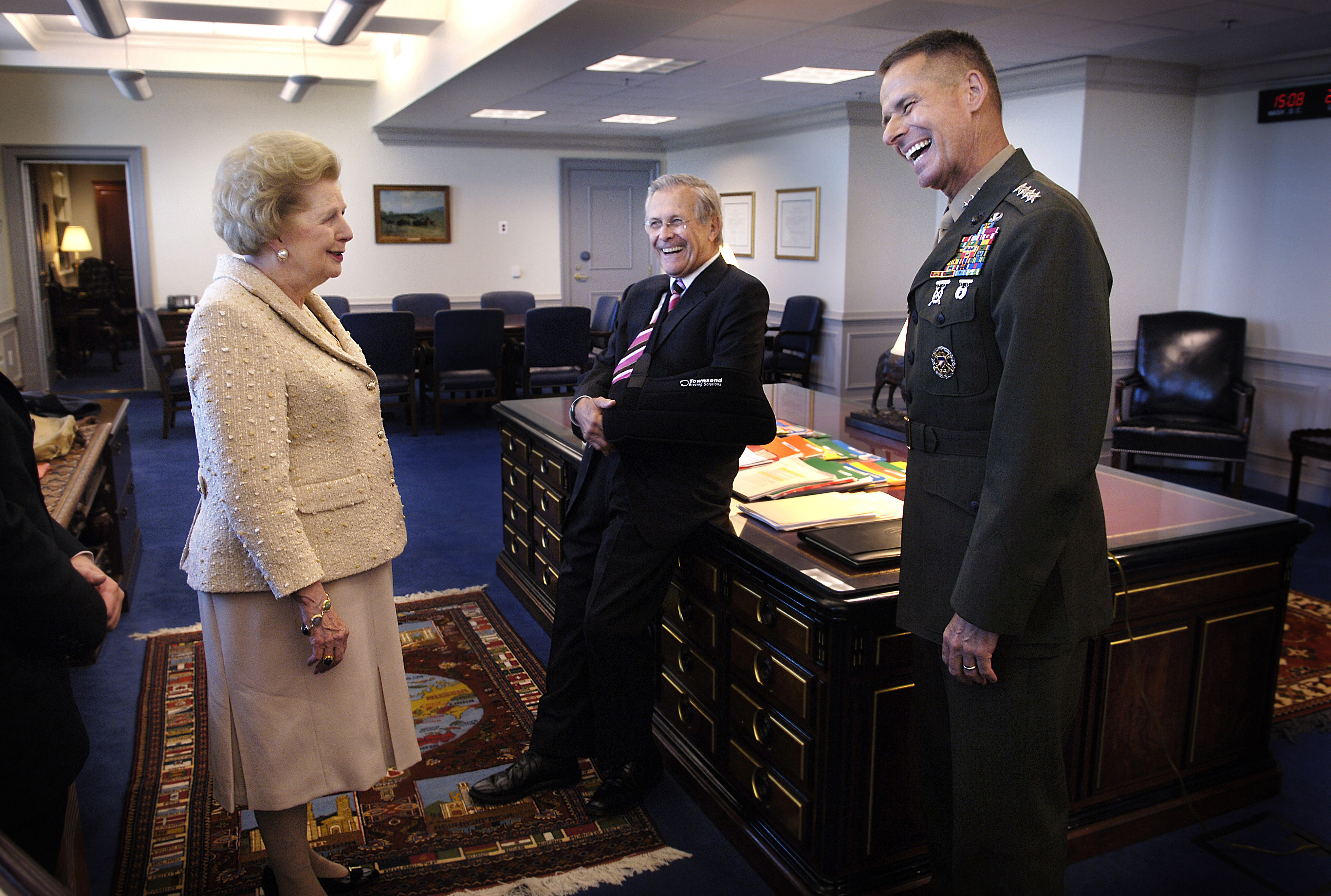
Margaret Thatcher podczas wizyty w Pentagonie

Rządy Margaret Thatcher przyczyniły się do radykalnego przekształcenia brytyjskiej sceny politycznej poprzez ukształtowanie tendencji głównych partii politycznych do zbaczania na prawo. Tzw. „New Labour” – Nowa (Partia) Pracy oraz „bleryzm” (blairism) włączyły do swojego programu większość zasad polityki gospodarczej i społecznej taczeryzmu, tak samo jak wcześniej Partia Konserwatywna, która od lat 50. aż do rządów Edwarda Heatha akceptowała ideę państwa dobrobytu (welfare state) wykreowaną przez Partię Pracy. Demontaż i radykalne ograniczenie roli państwa w polityce społecznej pozostawiły trwałe skutki. Również program prywatyzacji przedsiębiorstw państwowych nie został zrewidowany. Ograniczenie roli państwa w gospodarce jest traktowane przez czołowych polityków jako oczywistość.
Bezdyskusyjny jest też jej wpływ na brytyjski ruch związkowy. Niemożliwy stał się powrót związkowców do stopnia oddziaływania na państwo jakie było w latach 70. i wcześniej. Spadła liczba pracowników należących do organizacji związkowych.
Margaret Thatcher wywarła wpływ na torysów. Kolejni liderzy partii od Johna Majora poprzez działających już w opozycji: Williama Hague’a, Iaina Duncana Smitha i Michaela Howarda musieli się zmagać z licznymi frakcjami w partii, która miała problemy tożsamościowe oraz nie mogła określić, które elementy taczeryzmu powinny zostać utrzymane w programie, a które odrzucone.
W lewicowym magazynie „New Statesman” w 2006 r. Margaret Thatcher znalazła się na 5. miejscu na liście największych bohaterów naszych czasów.

## Odniesienia w kulturze
Została umieszczona na dwóch okładkach singli brytyjskiego heavymetalowego zespołu Iron Maiden: Sanctuary przedstawiona została scena tuż po zamordowaniu ówczesnej premier przez maskotkę zespołu, Eddiego. Scena nawołuje do podobieństw przydomka premier z nazwą zespołu (iron maiden – żelazna dziewica). Okładka wywołała zmieszanie w prasie, z tego powodu na większości okładek premier Wielkiej Brytanii ma zasłonięte oczy czarną taśmą. Jednak w zamyśle projektanta – Dereka Riggsa – okładka nie jest cenzurowana, a zasłonięcie oczu jest posunięciem marketingowym. Na drugiej okładce jest przedstawiona z pistoletem maszynowym Sterling i czai się za budynkiem, chcąc zemścić się na maskotce zespołu, idącej z dwiema kobietami w mundurach. Singiel nosi nazwę Women in Uniform. Pojawiła się ona również na okładce płyty grupy NOFX, promującej singiel Ronnie and Mags. Piosenka krytykowała politykę Ronalda Reagana oraz Margaret Thatcher.
W 2011 roku powstał film Żelazna Dama w reżyserii Phyllidy Lloyd, który pokazuje dojście do władzy oraz rządy Thatcher. W główną rolę wcieliła się Meryl Streep, która za tę rolę otrzymała trzeciego Oscara. Jest to najbardziej znany film przedstawiający życie „Żelaznej Damy”. Oprócz tego nakręcono kilka innych:
- Margaret Thatcher: Droga do władzy,
- Margaret – Upadek Żelaznej Damy,
- Wojna o Falklandy.

Powstało również wiele sztuk teatralnych poświęconych byłej premier.
W serialu „The Crown” w postać Thatcher wcieliła się Gillian Anderson

## Związki z Polską
Była znana z sympatii do Polski. Według jej biografa Charlesa Moore’a darzyła Polskę szczególnym uczuciem. Świadczyć o tym miało czynne poparcie dla Polski w czasach PRL-u (poparcie dla Solidarności, przekonywanie Jaruzelskiego do zalegalizowania związku, wysłanie bohatera wojennego Aireya Neave’a na uroczystości upamiętnienia zbrodni katyńskiej).
Była pierwszym premierem brytyjskim, który przyjechał do Polski. 3 listopada 1988 roku spotkała się w Warszawie z generałem Wojciechem Jaruzelskim oraz premierem Mieczysławem Rakowskim. W swoim przemówieniu wyraziła pragnienie zniesienia zimnowojennego podziału Europy oraz nadzieję na przywrócenie Polski kulturze europejskiej. Tego samego dnia odwiedziła Kościół św. Stanisława Kostki w Warszawie by oddać hołd księdzu Jerzemu Popiełuszce. 4 listopada udała się do Gdańska, gdzie złożyła wizytę w Ratuszu Głównego Miasta. Na zaproszenie księdza prałata Henryka Jankowskiego spotkała się także nieoficjalnie z Lechem Wałęsą oraz innymi członkami Solidarności. Spotkanie odbyło się na plebanii kościoła św. Brygidy. Złożyła kwiaty przed Pomnikiem Poległych Stoczniowców. Podczas złożenia kwiatów pod pomnikiem zgromadził się tłum gdańszczan.
Wyróżnienia otrzymane w Polsce:
- 3 października 1991 – Honorowe Obywatelstwo Krakowa
- 1996 – doktorat Honoris Causa Uniwersytetu Ekonomicznego w Poznaniu[28].
- 18 czerwca 1996 – Honorowe Obywatelstwo Miasta Poznania[29].
- 2000 – Honorowe Obywatelstwo miasta Gdańska
- 16.10.2009 – doktorat honoris causa Uniwersytetu Łódzkiego[30]
- 15 października 2020 – nadanie nazwy rondu im. Margaret Thatcher w Lublinie (projekt grupy radnych, autorstwa radnego Marcina Bubicza)[31]

## Gabinety Margaret Thatcher

### Pierwszy gabinet, maj 1979 – czerwiec 1983
- premier Wielkiej Brytanii: Margaret Thatcher
- wicepremier, minister spraw wewnętrznych: William Whitelaw
- Kanclerz Skarbu: Geoffrey Howe
- naczelny sekretarz skarbu: John Biffen
- Lord Przewodniczący Rady: Christopher Soames, baron Soames
- Lord kanclerz: Quintin Hogg, baron Hailsham of St Marylebone
- Lord tajnej pieczęci: Ian Gilmour
- minister spraw zagranicznych: Peter Carington, 6. baron Carrington
- minister rolnictwa, rybołówstwa i żywności: Peter Walker
- Kanclerz Księstwa Lancaster: Norman St John-Stevas
- minister obrony: Francis Pym
- minister edukacji i nauki: Mark Carlisle
- minister zatrudnienia: James Prior
- minister energii: David Howell
- minister środowiska: Michael Heseltine
- minister służby socjalnej: Patrick Jenkin
- minister przemysłu: Keith Joseph
- minister ds. Irlandii Północnej: Humphrey Atkins
- Paymaster-General: Angus Maude
- minister ds. Szkocji: George Younger
- minister handlu: John Nott
- minister ds. Walii: Nicholas Edwards

Zmiany
- styczeń 1981 – Francis Pym zastępuje Normana St Johna-Stevasa na stanowisku Kanclerza Księstwa Lancaster oraz Angusa Maude’ego na stanowisku Paymaster-General, John Nott zastępuje Pyma na stanowisku ministra obrony, John Biffen zastępuje Notta na stanowisku ministra handlu, Leon Brittan zastępuje Biffena na stanowisku naczelnego sekretarza skarbu, Norman Fowler zostaje członkiem gabinetu jako minister transportu;
- wrzesień 1981 – Humphrey Atkins zastępuje Iana Gilmoura na stanowisku Lorda Tajnej Pieczęci, James Prior zastępuje Atkinsa na stanowisku ministra ds. Irlandii północnej, Norman Tebbit zastępuje Priora na stanowisku ministra zatrudnienia, Keith Joseph zastępuje Marka Carlisle’a na stanowisku ministra edukacji i nauki, Patrick Jenkin zastępuje Josepha na stanowisku ministra przemysłu, Norman Fowler zastępuje Jenkina na stanowisku ministra służby socjalnej, David Howell zastępuje Fowlera na stanowisku ministra transportu, Nigel Lawson zastępuje Howella na stanowisku ministra energii, Francis Pym zastępuje lorda Soamesa na stanowisku Lorda Przewodniczącego Rady, lady Young, zastępuje Pyma na stanowisku Kanclerza Księstwa Lancaster, Cecil Parkinson zastępuje Pyma na stanowisku Paymaster-General;
- kwiecień 1982 – Francis Pym zastępuje lorda Carringtona na stanowisku ministra spraw zagranicznych, John Biffen zastępuje Pyma na stanowisku Lorda Przewodniczącego Rady, lord Cockfield zastępuje Biffena jako ministra handlu, lady Young zastępuje Humphreya Atkinsa na stanowisku Lorda Tajnej Pieczęci, Cecil Parkinson zastępuje lady Young na stanowisku Kanclerza Księstwa Lancaster pozostając jednocześnie na swoim poprzednim stanowisku;
- styczeń 1983 – Michael Heseltine zastąpił Johna Notta na stanowisku ministra obrony, Tom King – Heseltine’a na stanowisku ministra środowiska.

### Drugi gabinet, czerwiec 1983 – czerwiec 1987
- premier Wielkiej Brytanii: Margaret Thatcher
- wicepremier, Lord Przewodniczący Rady: William Whitelaw, 1. wicehrabia Whitelaw
- Lord kanclerz: Quintin Hogg, baron Hailsham of St Marylebone
- Lord tajnej pieczęci: John Biffen
- Kanclerz skarbu: Nigel Lawson
- naczelny sekretarz skarbu: Peter Rees
- minister spraw zagranicznych: Geoffrey Howe
- minister spraw wewnętrznych: Leon Brittan
- minister rolnictwa, rybołówstwa i żywności: Michael Jopling
- minister obrony: Michael Heseltine
- minister edukacji i nauki: Keith Joseph
- minister zatrudnienia: Norman Tebbit
- minister energii: Peter Walker
- minister środowiska: Patrick Jenkin
- minister służby socjalnej: Norman Fowler
- Kanclerz Księstwa Lancaster: Francis Cockfield, baron Cockfield
- minister ds. Irlandii Północnej: James Prior
- minister ds. Szkocji: George Younger
- minister handlu i przemysłu: Cecil Parkinson
- minister transportu: Tom King

Zmiany
- październik 1983 – Norman Tebbit zastępuje Cecila Parkinsona na stanowisku ministra handlu i przemysłu, Tom King zastępuje Tebbita na stanowisku ministra zatrudnienia, Nicholas Ridley zastępuje Kinga na stanowisku ministra transportu;
- wrzesień 1984 – lord Gowrie zastępuje lorda Cockfielda na stanowisku Kanclerza Księstwa Lancaster, Douglas Hurd zastępuje Jamesa Priora na stanowisku ministra ds. Irlandii Północnej, lord Young of Graffham zostaje członkiem gabinetu jako minister bez teki;
- wrzesień 1985 – Norman Tebbit zastępuje lorda Gowrie’ego na stanowisku Kanclerza Księstwa Lancaster, Leon Brittan zastępuje Tebbita na stanowisku ministra handlu i przemysłu, Douglas Hurd zastępuje Brittana na stanowisku ministra spraw wewnętrznych, Tom King zastępuje Hurda na stanowisku ministra ds. Irlandii Północnej, lord Young zastępuje Kinga na stanowisku ministra zatrudnienia, Kenneth Baker zastępuje Patricka Jenkina na stanowisku ministra środowiska, John MacGregor zastępuje Petera Reesa na stanowisku naczelnego sekretarza skarbu, Kenneth Clarke zostaje członkiem gabinetu jako Paymaster-General;
- początek stycznia 1986 – George Younger zastępuje Michaela Heseltine’a na stanowisku ministra obrony, Malcolm Rifkind zastępuje Younger na stanowisku ministra ds. Szkocji;
- koniec stycznia 1986 – Paul Channon zastępuje Leona Brittana na stanowisku ministra handlu i przemysłu;
- maj 1986 – Kenneth Baker zastępuje Keitha Josepha na stanowisku ministra edukacji i nauki, Nicholas Ridley zastępuje Bakera na stanowisku ministra środowiska, John Moore zastępuje Ridleya na stanowisku ministra transportu.

### Trzeci gabinet, czerwiec 1987 – listopad 1990
- premier Wielkiej Brytanii: Margaret Thatcher
- wicepremier, Lord Przewodniczący Rady: William Whitelaw, 1. wicehrabia Whitelaw
- Lord kanclerz: Michael Havers, baron Havers
- Lord tajnej pieczęci: John Wakeham
- Kanclerz skarbu: Nigel Lawson
- naczelny sekretarz skarbu: John Major
- minister spraw zagranicznych: Geoffrey Howe
- minister spraw wewnętrznych: Douglas Hurd
- minister rolnictwa, rybołówstwa i żywności: John MacGregor
- minister obrony: George Younger
- minister edukacji i nauki: Kenneth Baker
- minister zatrudnienia: Norman Fowler
- minister energii: Cecil Parkinson
- minister środowiska: Nicholas Ridley
- minister służby socjalnej: John Moore
- Kanclerz Księstwa Lancaster: Kenneth Clarke
- minister handlu i przemysłu: David Young, baron Young of Graffham
- minister ds. Irlandii Północnej: Tom King
- minister ds. Szkocji: Malcolm Rifkind
- minister transportu: Paul Channon
- minister ds. Walii: Peter Walker

Zmiany
- październik 1987 – lord Mackay of Clashfern zastępuje lorda Haversa na stanowisku Lorda Kanclerza;
- styczeń 1988 – lord Whitelaw opuszcza gabinet, John Wakeham zastępuje go na stanowisku Lorda Przewodniczącego Rady, stanowisko wicepremiera pozostaje nieobsadzone, lord Belstead zastępuje Wakehama na stanowisku Lorda Tajnej Pieczęci;
- lipiec 1988 – z ministerstwa zabezpieczenia socjalnego wyodrębnione zostaje ministerstwo zdrowia, ministrem zostaje Kenneth Clarke, Tony Newton zastępuje Clarke’a na stanowisku Kanclerza Księstwa Lancaster;
- lipiec 1989 – Cecil Parkinson zastępuje Paula Channona na stanowisku ministra transportu, John Wakeham zastępuje Parkinsona na stanowisku ministra energii, Geoffrey Howe zostaje wicepremierem i zastępuje Wakehama na stanowisku Lorda Przewodniczącego Rady, John Major zastępuje Howe’a na stanowisku ministra spraw zagranicznych, Norman Lamont zastępuje Majora na stanowisku naczelnego sekretarza skarbu, Tony Newton zastępuje Johna Moore’a na stanowisku ministra zabezpieczenia socjalnego, Kenneth Baker zastępuje Newtona na stanowisku Kanclerza Księstwa Lancaster, John MacGregor zastępuje Bakera na stanowisku ministra edukacji i nauki, John Gummer zastępuje MacGregora na stanowisku ministra rolnictwa, rybołówstwa i żywności, Tom King zastępuje George’a Youngera na stanowisku ministra obrony, Peter Brooke zastępuje Kinga na stanowisku ministra ds. Irlandii Północnej, Nicholas Ridley zastępuje lorda Younga na stanowisku ministra handlu i przemysłu, Chris Patten zastępuje Ridleya na stanowisku ministra środowiska;
- październik 1989 – John Major zastępuje Nigela Lawsona na stanowisku Kanclerza Skarbu, Douglas Hurd zastępuje Majora na stanowisku ministra spraw zagranicznych, David Waddington zastępuje Hurda na stanowisku ministra spraw wewnętrznych;
- styczeń 1990 – Michael Howard zastępuje Normana Fowlera na stanowisku ministra zatrudnienia;
- maj 1990 – David Hunt zastępuje Petera Walkera na stanowisku ministra ds. Walii;
- lipiec 1990 – Peter Lilley zastępuje Nicholasa Ridleya na stanowisku ministra handlu i przemysłu;
- listopad 1990 – Geoffrey Howe opuszcza gabinet, stanowisko wicepremiera pozostaje nieobsadzone, John MacGregor zastępuje Howe’a na stanowisku Lorda Przewodniczącego Rady, Kenneth Clarke zastępuje MacGregora na stanowisku ministra edukacji i nauki, William Waldegrave zastępuje Clarke’a na stanowisku ministra zdrowia.

## Publikacje
- Statecraft: Strategies for Changing World Margaret Thatcher (HarperCollins, 2002) ISBN 0-06-019973-3.
- The Collected Speeches of Margaret Thatcher Margaret Thatcher (HarperCollins, 1999) ISBN 0-06-018734-4.
- The Collected Speeches of Margaret Thatcher Margaret Thatcher, Robin Harris (editor, HarperCollins, 1997) ISBN 0-00-255703-7.
- The Path to Power Margaret Thatcher (HarperCollins, 1995) ISBN 0-00-255050-4.
- The Downing Street Years Margaret Thatcher (HarperCollins, 1993) ISBN 0-00-255354-6.

### Biografie
- The Anatomy of Thatcherism Shirley Robin Letwin (Flamingo, 1992) ISBN 0-00-686243-8.
- Margaret Thatcher; Volume One: The Grocer’s Daughter John Campbell (Pimlico, 2000) ISBN 0-7126-7418-7.
- Margaret Thatcher; Volume Two: The Iron Lady John Campbell (Pimlico, 2003) ISBN 0-7126-6781-4.
- Memories of Maggie Iain Dale (Politicos, 2000) ISBN 1-902301-51-X.
- Britain Under Thatcher Anthony Seldon i Daniel Collings (Longman, 1999) ISBN 0-582-31714-2.
- Thatcher for Beginners Peter Pugh i Paul Flint (Icon Books, 1997) ISBN 1-874166-53-6.
- One of Us: Life of Margaret Thatcher Hugo Young (Macmillan, 1989) ISBN 0-333-34439-1.
- The Iron Lady: A Biography of Margaret Thatcher Hugo Young (Farrar Straus & Giroux, 1989) ISBN 0-374-22651-2.
- Margaret, daughter of Beatrice Leo Abse (Jonathan Cape, 1989) ISBN 0-224-02726-3.
- Mrs. Thatcher’s Revolution: Ending of the Socialist Era Peter Jenkins (Jonathan Cape, 1987) ISBN 0-224-02516-3.
- The Thatcher Phenomenon Hugo Young (BBC, 1986) ISBN 0-563-20472-9.
- My Style of Government: The Thatcher Years Nicholas Ridley (Hutchinson, 1991) ISBN 0-09-175051-2.

### Pozycje polskojęzyczne
- Kenneth Harris, Margaret Thatcher, Jerzy Chociłowski (tłum.), Łódź: Wyd. Łódzkie, 1992, ISBN 83-218-0950-2, OCLC 751430815. Brak numerów stron w książce
- Thatcher Margaret: Lata na Downing Street. Wydawnictwo Gdańskie, Gdańsk 1996.
- Zins Henryk: Historia Anglii. Zakład Narodowy im. Ossolińskich, Wrocław 2001.
- P. Jaskułowski: Thatcher a związki zawodowe. Rojalista 2000–2001
- P. Jaskułowski: Co to jest thatcheryzm. Rojalista 1999, nr 2
- B. Miner: Zwięzła encyklopedia konserwatyzmu. Poznań 1999
- Thatcher Margaret: Moje Lata na Downing Street. Dream Books, Warszawa 2012.
- Charles Moore: Margaret Thatcher. Autoryzowana biografia. T. 1–2, Wydawnictwo Nieoczywiste 2019, ISBN 978-83-63391-65-2.